# Birzalides
 (septembre 2019).
Les Birzalides, Banu Birzal ou Berzal sont une tribu berbère zénète. La tribu est concentrée dans les Aurès en Algérie, selon Ibn Khaldoun. Les Berzal participent à la rébellion kharidjite d'Abu Yazid vers le Xe siècle. D'après Ibn Khaldoun, la tribu Berzal a eu un rôle important dans la déstabilisation des Fatimides au Maghreb. 
Ils fondent un royaume berbère indépendant en Andalousie : la taïfa de Carmona.

## Histoire

### Origines
Les Birzalides sont issus des tribus berbères des Zénètes.

### Au Maghreb
Les Banu Birzal suivent la doctrine ibadite des temps des Rostémides et après l'émergence de l'état fatimide à Kutama près de leurs maisons au Moyen-Maghreb. Les Banu Birzal ont conclu une alliance avec Abu Zeid Yekhlef Ibn Kedad chef des tribus Zénètes , qui s'est révolté contre les Fatimides.

### Dans al-Andalus
Hisham, Almanzor sera le dirigeant de facto de l’État et le véritable pouvoir derrière le régime omayyad après sa prise de pouvoir avec sa bande des Berbères, y compris les Banu Barzal, qui l'a soutenu dans tous ses plans et mesures.
Après avoir servi dans les armées des Amirides pendant leur période de contrôle de l'Andalousie. Lorsque la fitna d'al-Andalus a eu lieu, les Birzalides ont participé aux côtés des tribus berbères aux côtés de Sulayman Ibn Al-Hakam, qui a revendiqué le trône du califat jusqu'à ce qu'il succède à celui-ci. Ce dernier récompensa Ses alliés berbères en 403 Hégire par nombreuses terres en al-Andalus. Quand la fitna a éclaté, Abdullah bin Ishaq a déclaré son indépendance en gouvernant Carmona, pour établir de la taifa de Carmona.

## Liste des dirigeants de la dynastie
Abdullah bin Ishaq al-Birzali: 1012 - 1023.
Mohammed bin Abdullah al-Birzali: 1023 - 1042.
Ishaq bin Mohammed al-Birzali: 1042 - 1052.
al-Aziz bin Mohammed al-Birzali: 1052 - 1066.